# 黄淳耀墓
31°19′39″N 121°12′35″E / 31.32754°N 121.20965°E
黄淳耀墓，又名明二黄先生墓，位于现中华人民共和国上海市嘉定区安亭镇方泰顾垒村。1992年6月1日，此遗址被定为第六批上海市文物保护单位。

## 沿革
黄淳耀是明朝崇祯十六年进士。清顺治二年（1645年），清兵南下入嘉定。黄淳耀率义兵守西门，坚守半月后因但寡不敌众城破。黄淳耀及弟黄渊耀退至西林庵，在放帚轩内悬梁殉身。顺治五年（1648年）葬于生前在在龙号三十一图剑圩所置生圹（方泰镇北鲍家厍）。康熙三十四年（1695年）陈瑚撰墓表，绰楔上有联云“国士无双双国土，忠臣不二二忠臣”。乾隆年间，知县于一芳出告示，禁止在墓地上樵牧占地。
黄淳耀墓原占地5944平方米。1962年，墓被列为嘉定县文物保护单位。文化大革命爆发后1968年8月，墓址被红卫兵挖掘破坏。1986年，上海市文管会会同嘉定县政府易地重建，但新墓碑石上却刻“今予整修”，不符事实。1990年8月，上海市文管会拨款修复，现面积1333平方米。从嘉黄公路有道路通往墓地，墓地前有石坊，立黄淳耀传略碑。墓为砖室，前有墓碑及祭台；墓碑为书法家顾廷龙撰写。1992年，公布为上海市文物保护单位。